# 유진 사이먼
유진 사이먼(Eugene Simon, 1992년 6월 11일 ~ )은 잉글랜드의 배우이다.

## 출연 작품
- 킬 벤 릭 (2018)
- 더 로저스 (2017)
- 얼라이브 2015 (2014)
- 하우스 오브 아누비스 시즌3 (2013)
- 하우스 오브 아누비스 시즌2 (2012)
- 왕좌의 게임 2 (2012)
- 하우스 오브 아누비스 시즌1 (2011)
- 왕좌의 게임 1 (2011)
- 벤허 (2010)
- 나의 특별한 동물 친구들 (2005)
- 카사노바 (2005)